# Élections sénatoriales françaises de 1906
Les élections sénatoriales françaises de 1906 se déroulent le 7 janvier 1906 et ont pour but de renouveler la série B du Sénat et trois sièges vacants.

## Contexte
Les élections municipales de 1904 ont été une victoire des modérés contre les nationalistes et les radicaux-socialistes dans les villes. Les élections ont lieu quelques semaines après le vote de la loi de séparation des Églises et de l'État et en est l'enjeu principal. Le clivage gauche et droite est donc d'autant plus marqué entre ceux pour et ceux contre.

## Résultats
| Tendances politiques | Tendances politiques | Sièges sortants            | Sièges obtenus | Sièges totaux |    | Tendances politiques           | Sièges sortants | Sièges obtenus | Sièges totaux |
| -------------------- | -------------------- | -------------------------- | -------------- | ------------- | -- | ------------------------------ | --------------- | -------------- | ------------- |
|                      | Opposition           |                            | 31             |               |    | Conservateurs et nationalistes |                 | 20             |               |
|                      | Opposition           | Républicains progressistes | 31             |               | 3  |                                |                 |                |               |
|                      | Opposition           | Gauche républicaine        | 31             |               | 8  |                                |                 |                |               |
|                      | Bloc des gauches     |                            | 63             |               |    | Union républicaine             |                 | 17             |               |
|                      | Bloc des gauches     | Gauche démocratique        | 63             |               | 26 |                                |                 |                |               |
|                      | Bloc des gauches     | Radicaux                   | 63             |               | 15 |                                |                 |                |               |
|                      | Bloc des gauches     | Radicaux-socialistes       | 63             |               | 3  |                                |                 |                |               |
|                      | Bloc des gauches     | Socialistes                | 63             | 0             | 2  | 2                              |                 |                |               |
|                      |                      |                            |                |               |    | Républicains                   |                 | 9              |               |
| Total                | Total                | 103                        | 94             | 300           |    |                                | 103             | 103            | 300           |

Sur les 103 sièges, il y a 32 nouveaux membres et 70 sénateurs sortants réélus. Sur les 32 nouveaux sénateurs, 18 sont députés, 6 d'anciens députés, 1 est un ancien sénateur et seulement 7 n'ont jamais eu de mandats nationaux. La majorité sort du scrutin légèrement affaiblie par 8 sièges. Deux socialistes entrent dans la Chambre Haute pour la première fois, Siméon Flaissières et Casimir Delhon.